# Хуан Хуэйдань
Хуа́н Хуэйда́нь (кит. упр. 黃慧丹, пиньинь Huáng Huìdān, р.16 мая 1996) — китайская гимнастка, чемпионка мира, Азии и Азиатских игр.
Родилась в 1996 году в Лючжоу. В 2012 году стала чемпионкой Азии. В 2013 году выиграла чемпионат мира. В 2014 году завоевала две серебряные медали чемпионата мира и стала чемпионкой Азиатских игр.